# کار نامداوم
کار نامداوم (انگلیسی: Le Travail interrompu) یک نقاشی از ویلیام-آدولف بوگرو نقاش رئالیسم و آکادمیک فرانسه می‌باشد که در سال ۱۸۹۱ طرح گردید. این نقاشی امروزه در موزهٔ هنر مید امهرست، ماساچوست قرار دارد. گاهی از این نقاشی با عنوان کار قطع‌شده هم یاد می‌شود.
این نقاشی بوگرو یک زن نشسته را در کنار یک کوزهٔ پر از توپ‌های پشمی نشان می‌دهد، یک کوپیدوی کوچک نیز بر روی شانهٔ او ایستاده و در حال به کار بردن و استعمال عطر در گوش او می‌باشد، این نقاشی طراحی ظریف و چشم‌نوازی دارد، رنگ‌های نورانی همراه با سختی و سکته‌های منقطع برش قلم‌مو که مختص استادان طراحی می‌باشد.